# 汉子遗址
汉子遗址，位于中国甘肃省正宁县，为一个省级文物保护单位，类型为古遗址。
汉子遗址的历史年代为新石器时代。